# Port Aransas, Texas
Port Aransas là một thành phố thuộc quận Nueces, tiểu bang Texas, Hoa Kỳ. Năm 2010, dân số của xã này là 3480 người.

## Dân số
- Dân số năm 2000: 3370 người.
- Dân số năm 2010: 3480 người.